# José Ángel González Jiménez
José Ángel González Jiménez (Aguilar del Río Alhama, 1959) és un policia espanyol, director adjunt operatiu (DAO) de la Policia espanyola des de l'agost de 2018.

## Trajectòria
Nascut l'any 1959 a la localitat riojana d'Aguilar del Río Alhama, cursà a l'Acadèmia General Militar de Saragossa i l'any 1984 es llicencià com a tinent de Policia espanyola. El seu primer destí fou la Companyia de Reserva General, denominada des de 1991 com a Unitat d'Intervenció Policial (UIP), és a dir, els agents antiavalots del cos. En aquesta unitat treballà durant 16 anys al capdavant de la VII UIP. L'any 2002 fou nomenat comissari i transferit a la direcció de la Brigada d'Estrangeria i Fronteres d'Alacant, per després ser destinat a Valladolid en les funcions de Cap de Seguretat Ciutadana. L'any 2005 fou nomenat comissari provincial de Valladolid i l'any 2014 cap superior de Melilla, arribant a ascendir en aquest indret fins a comissari principal. De retorn a territori peninsular, l'any 2017 fou designat cap superior de la Prefectura Superior de la Policia a Aragó.
El 7 d'agost de 2018 el Consell de Ministres del Govern espanyol, i a petició del ministre de l'Interior Fernando Grande-Marlaska, el designà com a nou director adjunt operatiu (DAO) del cos policial. D'aquesta forma es restaurà un càrrec que, un any abans, havia estat suprimit pel ministre de l'Interior d'aleshores, Juan Ignacio Zoido. Concretament, la recuperació del càrrec sorgí d'un reial decret llei de reestructuració policial, aprovat dues setmanes abans. A l'octubre i novembre de 2019 formà part del Centre de Coordinació Operativa (CECOR), creat a la seu de la Conselleria d'Interior de la Generalitat de Catalunya, per a donar una resposta de seguretat ciutadana a les protestes contra la sentència del judici al procés independentista català.